# Biserica Slobozia din București
Biserica Slobozia este un lăcaș de cult ortodox din București, sectorul 4, situată la intersecția bulevardelor Dimitrie Cantemir și Marășești. Ctitorită de Radu Leon, între anii 1664-1667, biserica a fost ridicată alături de crucea de piatră ridicată de Leon Tomșa, tatăl lui Radu.
Crucea a fost ridicată la 20 februarie 1632,  pentru a comemora victoria armatei lui Leon Tomșa, din 23 august 1631, asupra boierilor lui Aga Matei (viitorul domn Matei Basarab). Crucea este amplasată pe o movilă, aici fiind îngropate osemitelor ostașilor lui Leon Tomșa, dar și cele ale armatei dușmanului acestuia. Între anii 1664-1665 Radu Leon restaurează crucea, asigurându-i și un adăpost din cărămidă, astăzi dispărut.
După renovarea crucii, Radu Leon zidește biserica Slobozia. Ridicată inițial pe un plan dreptunghiular, biserica este refăcută și mărită, pe un plan treflat, în anul 1743 de vistierul Constantin Năsturel.
De-a lungul secolelor XIX - XX, biserica a suferit o serie de modificări, care au modificat arhitectura originală într-una clasicizată.  Printre aceste modificări se numără și schimbarea zidurilor interioare cu arcade mari, precum și fațadele, acestora adăugându-li-se elemente clasicizante.
Pictura interioară a bisericii a suferit și ea schimbări importante de-a lungul timpului, cea mai însemnată petrecându-se în perioada  revoluției de la 1848, perioadă în care au fost asimilate o serie de curente occidentale și au fost combinate cu elemente autohtone.
În prezent, biserica este clasată pe lista monumentelor istorice din București, sector 4 cu codul  B-II-m-B-19014. Crucea lui Leon Vodă are codul B-IV-m-B-20104, iar situl arheologic format din mormântul colectiv al bătăliei din 1631, condusă de Matei Aga din Brâncoveni, o necropolă și o așezare are codul B-I-s-B-17901.